# Liane Jespers
Liane Jespers (Antwerpen, 26 januari 1928) is een Belgische sopraan.
Ze kreeg haar muziekopleiding aan het Vlaams Conservatorium in haar geboortestad. Ze volgde tevens privélessen bij Paul Scapus, Irma van Dijck en Willem Ravelli. In 1954 studeerde ze af met de hoogste haalbare onderscheiding. Ondertussen had ze ook een studie piano gevolgd. Op 22 juni 1955 was ze in Nederland te zien tijdens het Holland Festival; ze zong de stem van een engel in de opera Jeanne d'Arc au bûcher van Arthur Honegger onder leiding van Lodewijk De Vocht.
Jespers ging aan de slag bij de Vlaamse Opera (van 1961 tot 1963) in Antwerpen met een debuut in 1962 in Een Midzomernachtdroom van Benjamin Britten. Ze zong niet alleen in opera’s, ze gaf ook concerten en recitals. Daarnaast gaf ze  zanglessen in Willebroek, Turnhout en Antwerpen. In 1968 zong ze bij het Rotterdams Philharmonisch Orkest onder leiding van Jean Fournet in een concert gewijd aan Claude Debussy. Vanaf 1974 was ze docent aan het Antwerps Conservatorium. Onder haar leerlingen bevinden zich Cristel De Meulder, Dominique Verkinderen en Willem Ceuleers. Ze nam onder meer het complete vocaal oeuvre van Debussy op voor de Belgische Radio, aldus een brochure bij de Zondagswerk-concerten in het seizoen 1989/1990.
Haar stem is voorts vastgelegd in enkele (historische) opnamen. Ze was te zien in minstens vier televisiefilms daterend uit 1959 en 1960. Ze is getrouwd met componist/dirigent Frits Celis.
- Gemeinsame Normdatei: 132092956
- International Standard Name Identifier: 0000 0000 7877 578X
- Library of Congress Control Number: no89005034
- MusicBrainz: f3988ef9-e49b-4ab9-ab6e-be5c75a117cb
- Nationale Bibliotheek van Israël: 987012502807905171
- Système universitaire de documentation: 190705876
- Virtual International Authority File: 50377724